# Poa cookii
Poa cookii  là một loài thực vật có hoa trong họ Hòa thảo. Loài này được (Hook.f.) Hook.f. miêu tả khoa học đầu tiên năm 1879.